# Wereldkampioenschap langebaanschaatsen
De Internationale Schaatsunie (International Skating Union) organiseert acht wereldkampioenschappen schaatsen. Na 1998 wordt er in een olympisch jaar geen Wereldkampioenschappen schaatsen afstanden georganiseerd. Er zijn wereldtitels te behalen in de volgende disciplines:
| Discipline | Titels  | Titels  |
| ---------- | ------- | ------- |
| Allround   | mannen  | vrouwen |
| Sprint     | mannen  | vrouwen |
| Afstanden  | mannen  | vrouwen |
| Junioren   | jongens | meisjes |